# Gasebeyi (vattendrag)
Gasebeyi är ett vattendrag i Burundi.   Det ligger i provinsen Gitega, i den centrala delen av landet, 70 kilometer sydost om huvudstaden Bujumbura.
Omgivningarna runt Gasebeyi är en mosaik av jordbruksmark och naturlig växtlighet. Runt Gasebeyi är det tätbefolkat, med 286 invånare per kvadratkilometer.